# Stephen Parry (Politiker)

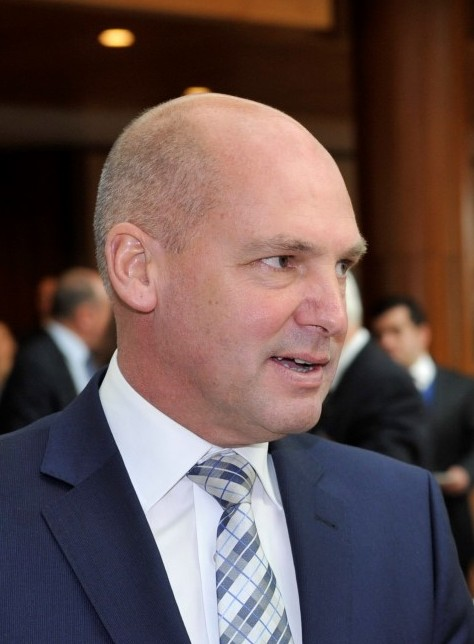
Stephen Parry (2014)

Stephen Parry (* 31. Oktober 1960 in Burnie, Tasmanien) ist ein australischer Politiker.

## Leben
Sein Vater wurde in Großbritannien geboren und wanderte 1951 nach Australien aus. Er besuchte die Stella Maris Primary School und danach das Marist Regional College. Mit 16 wurde er Polizist in Tasmanien. Nach zehn Jahren als Kriminalbeamter wechselte er 1986 den Job und wurde von Vincent Funeral Services beschäftigt. Er und seine Frau Allison kauften eine Firma im Jahre 1994, die in Burnie, Devonport und Latrobe Geschäfte hat.

## Karriere
Parry war von 1999 bis 2005 Direktor des Braddon Business Centre. Er war Präsident des Burnie Chamber of Commerce and Industry von 2000 bis 2004. Seit 1980 ist Parry Mitglied der Liberal Party of Australia. Am 9. Oktober 2004 wurde er für Tasmanien in den australischen Senat gewählt. 2010 und 2016 wurde er wiedergewählt. Vom 7. Juli 2014 bis zum 13. November 2017 war er Präsident des Parlaments. Am 2. November 2017 trat er zurück.